# まち遊びフェスティバル
まち遊びフェスティバル（まちあそびフェスティバル）は、京都府舞鶴市の舞鶴東港にある前島埠頭の前島みなと公園一体を会場にした、まち遊びをテーマにしたイベント。
「若者がイベントを通して交流し、ネットワークを広げる場に」と、1995年（平成7年）から毎年8月14日に開催されている。
まち遊びフェスティバル実行委員会が主催し、運営者・運営協力者や出演者の募集も行っている手作りのイベント。

## 主な内容
子どもと大人が一緒の楽しめる企画が集められており、内容は毎年変わる。
- バンド演奏やダンスパフォーマなどのステージ
- フリーマーケット

など